# Tito Sêxtio Africano

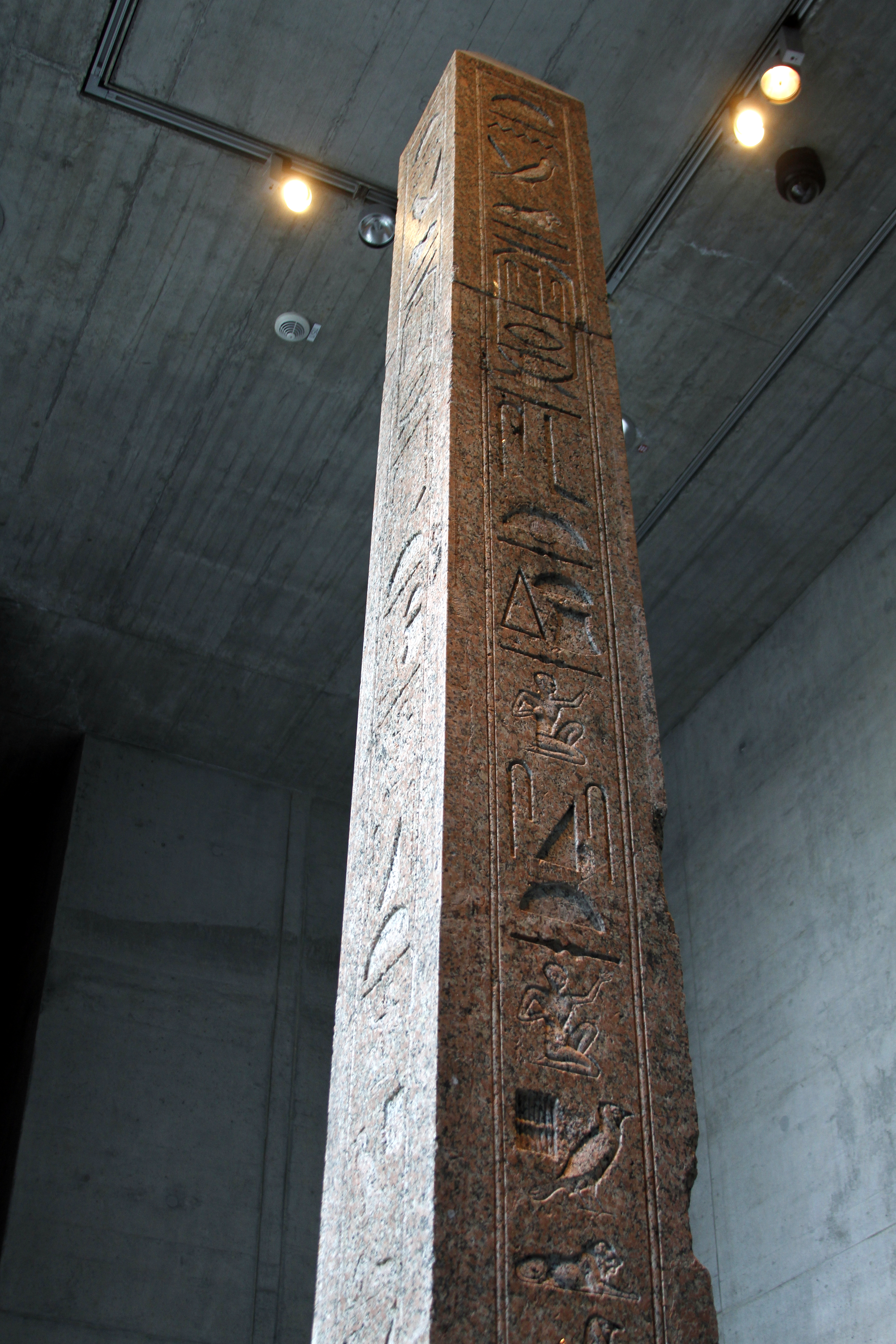
Obelisco de Tito Sêxtio Africano, atualmente no Museu Egípcio de Munique.

Tito Sêxtio Africano (em latim: Titus Sextius Africanus) foi um senador romano nomeado cônsul sufecto para o nundínio de julho a dezembro de 59 com Marco Ostório Escápula. Um "jovem de nobre linhagem", Africano era certamente um descendente de Tito Sêxtio, morto em 44 a.C., governador da África Nova e conquistador, em 42 a.C., da África Velha, e provavelmente avô de Tito Sêxtio Cornélio Africano, cônsul em 112.

## Carreira
No começo da década de 50, Africano se envolveu com a jovem Júnia Silana, a viúva de Caio Sílio e uma "senhora nobre, distinta por sua origem, beleza e licenciosidade". Porém, ele foi dissuadido de um possível casamento por interferência da imperatriz-mãe Agripina, que "a chamou de libidinosa e velha, não por que desejava Africano para si, mas por que a fortuna e a falta de herdeiros de Silana não beneficiassem o marido".
Em 59, não muito depois do assassinato de Agripina por Nero, Africano foi nomeado cônsul sufecto com o beneplácito do imperador. Depois do consulado, Africano serviu numa comissão montada para revistar o censo e as estimativas de coleta de impostos na Gália juntamente com Quinto Volúsio Saturnino e Marco Trebélio Máximo. Africano e Saturnino eram rivais e ambos odiavam Trebélio, que se aproveitou da rivalidade para obter os melhores resultados.
Sêxtio também foi membro dos irmãos arvais. A data de sua morte é desconhecida.